# Коста-Рика на зимних Олимпийских играх 1980
Коста-Рика принимала участие в зимних Олимпийских играх 1980 года, которые проходили в Лейк-Плэсиде (США) с 13 по 24 февраля. Это были дебютные зимние Олимпийские игры в которых учувствовала Коста-Рика. Страну представлял единственный спортсмен, горнолыжник Артуро Кинч.

## Предыстория
Олимпийский комитет Коста-Рики был признан Международным олимпийским комитетом в 1936 году. Впервые Коста-Рика присоединилась к олимпийским соревнованиям на летних Олимпийских играх 1936 года в Берлине (Германия). После этого она не учувствовала в летних Олимпийских игр до 1964 года. Эти Олимпийские игры в Лейк-Плэсиде были первым появлением Коста-Рики на зимних Олимпийских играх. Зимние Олимпийские игры 1980 года прошли с 13 по 24 февраля 1980 года, и в них приняли участие 1072 спортсмена, представляющие 37 национальных олимпийских комитетов.

## Состав сборной
Горнолыжник Артуро Кинч был единственным спортсменом, который представлял Коста-Рику на этих Олимпийских играх, он также был знаменосцем на церемонии открытия.
На момент проведения Олимпийских игр в Лейк-Плэсиде Кинчу было 23 года. В юности он увлекался футболом, что позволило ему поступить в колледж в Колорадо. Чтобы поддержать физическую форму между футбольными сезонами, стал заниматься горнолыжным спортом. Работая в авиакомпании, он попал в Коста-Рику, которая на тот момент ни разу ещё не была представлена на зимних Олимпийских играх. Процесс создания Федерации лыжного спорта Коста-Рики занял два года, после чего Артуро Кинч смог выступить Олимпийских играх.

## Результаты

### Горнолыжный спорт
Мужчины
14 февраля Артуро Кинчу выступил в скоростном спуске, завершив соревнование со временем 2 минуты 12,240 секунд. Этот результат принес ему 41-е место, что стало его лучшим достижением в карьере, которая включала в себя пять участий в Олимпийских играх. Золотую медаль в скоростном спуске завоевал Леонардо Сток из Австрии, серебро ушло его соотечественнику Петеру Вирнсбергеру, а бронзу получил канадец Стив Подборски.
18 февраля Артуро Кинчу принял участие в гигантском слаломе, но не смог финишировать в первом заезде. Также он принимал участие в слаломе, который состоялся 22 февраля, где он также не добрался до финиша.
| Спортсмены  | Соревнование      | 1 спуск       | 1 спуск       | 2 спуск       | 2 спуск       | Всего    | Место | Прим.  |
| Спортсмены  | Соревнование      | Время         | Место         | Время         | Место         | Всего    | Место | Прим.  |
| ----------- | ----------------- | ------------- | ------------- | ------------- | ------------- | -------- | ----- | ------ |
| Артуро Кинч | Скоростной спуск  | Не проводится | Не проводится | Не проводится | Не проводится | 2:12,240 | 41    | [ 10 ] |
| Артуро Кинч | Гигантский слалом | DNF           | DNF           | DNF           | DNF           | DNF      | DNF   | [ 11 ] |
| Артуро Кинч | Слалом            | DNF           | DNF           | DNF           | DNF           | DNF      | DNF   | [ 12 ] |